# Altar de San Luis Gonzaga
El altar de San Luis Gonzaga (o capilla de San Luis Gonzaga) es un espacio de culto que alberga la tumba de este santo católico, y se encuentra situado en la iglesia de San Ignacio en Roma.

## Historia
Los orígenes del altar se remontan a las ceremonias realizadas en 1605 con motivo de la beatificación del jesuita Luis Gonzaga por Paulo V. Ya entonces se realizaron arquitecturas efímeras en honor del nuevo beato.
En 1623 los jesuitas encargaron a un escultor para que plantease un altar, dentro de la iglesia de San Ignacio en Roma, que estaba siendo construida por el arquitecto Orazio Grassi. Los problemas que alargaron la construcción de la iglesia de San Ignacio alargaron indefinidamente la construcción de un altar dedicado a Luis Gonzaga que sirviera además del cuerpo del santo, que había muerto en Roma en 1591. Existió un segundo de construcción de altar, cuando el noble romano Scipione Lancelotti, marqués de Lauro (1604-1678); encargó a Carlo Rainaldi un diseño para el altar en 1651. Para entonces la importante familia noble romana Lancelotti se había hecho con el patronazgo de la capilla. En el mismo año de la muerte de Scipione Lancelotti (1678) Rainaldi renunció al proyecto que no había llegado a materializarse desde 165q, debido a diversas tensiones sobre el diseño del proyecto.

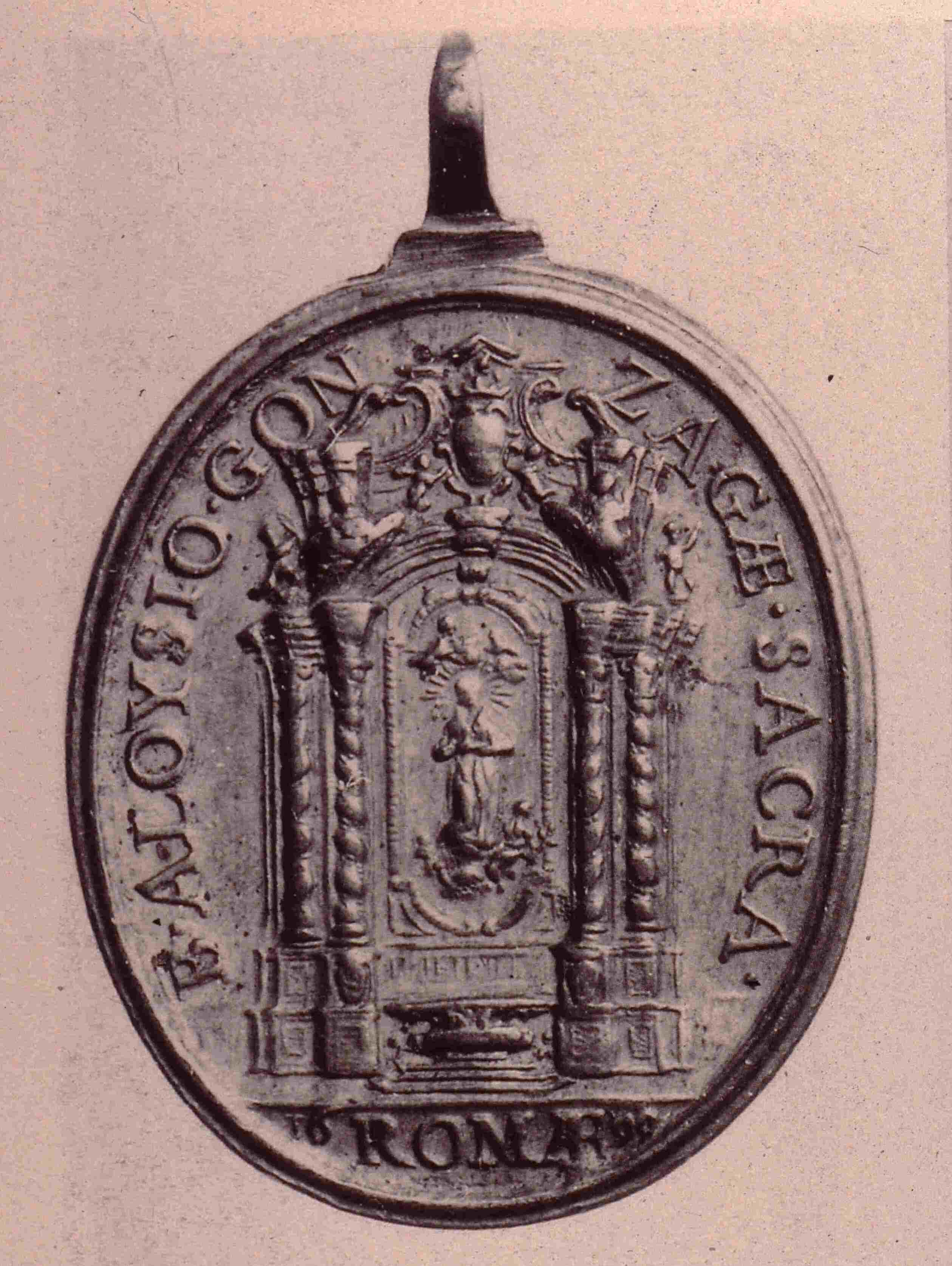
Fotografía de la medalla conmemorativa de la erección del altar (1699).

Sería el hijo de Scipione, Ottavio Lancelotti, príncipe de Marzano, quien, en 1697, retomaría el proyecto coincidiendo con la cercanía del año jubilar en Roma de 1700. Ottavio Lancelotti encargó el proyecto de altar al hermano Andrea Pozzo, jesuita, quien ya se encontraba reformando la capilla de San Ignacio en la iglesia matriz de los jesuitas en Roma, Il Gesú, y que iba a albergar los restos del ese santo, fundador de la Compañía de Jesús (esta capilla sería inaugurada en 1698).
Los trabajos del altar de San Luis Gonzaga requirieron la participación de un equipo de escultores, broncistas y marmolistas que finalizarían el altar en diciembre de 1699, fecha en la que fue inaugurado. El papa Inocencio XII celebró la fiesta del entonces beato Luis Gonzaga en el altar el 21 de junio del año siguiente.

## Descripción
El altar se dispone en la forma barroca del conocido como teatro sacro. Cuenta con cuatro columnas salomónicas de mármol de color, agrupadas en parejas a ambos lados de la calle central, guarnecidas de guirnaldas vegetales de bronce dorada. En el zócalo de las columnas más cercanas a la calle central se dispone el escudo de armas de la familia Lancelotti, patrones del altar y capilla. 

El retablo se encuentra coronado por un frontón partido y curvo, coronado por querubines y en el centro por una cartela de mármol con la inscripción:
S.
ALOYISIO
GONZAGA
y tres azucenas blancas, símbolo de pureza, debajo, todo ello en bronce dorado.
En la zona inferior del retablo se encuentra el altar, que alberga los restos de San Luis Gonzaga en una urna de lapislázuli guarnecida de ricos bronces dorados y protegida a su vez por un cristal, también guarnecido por bronces.

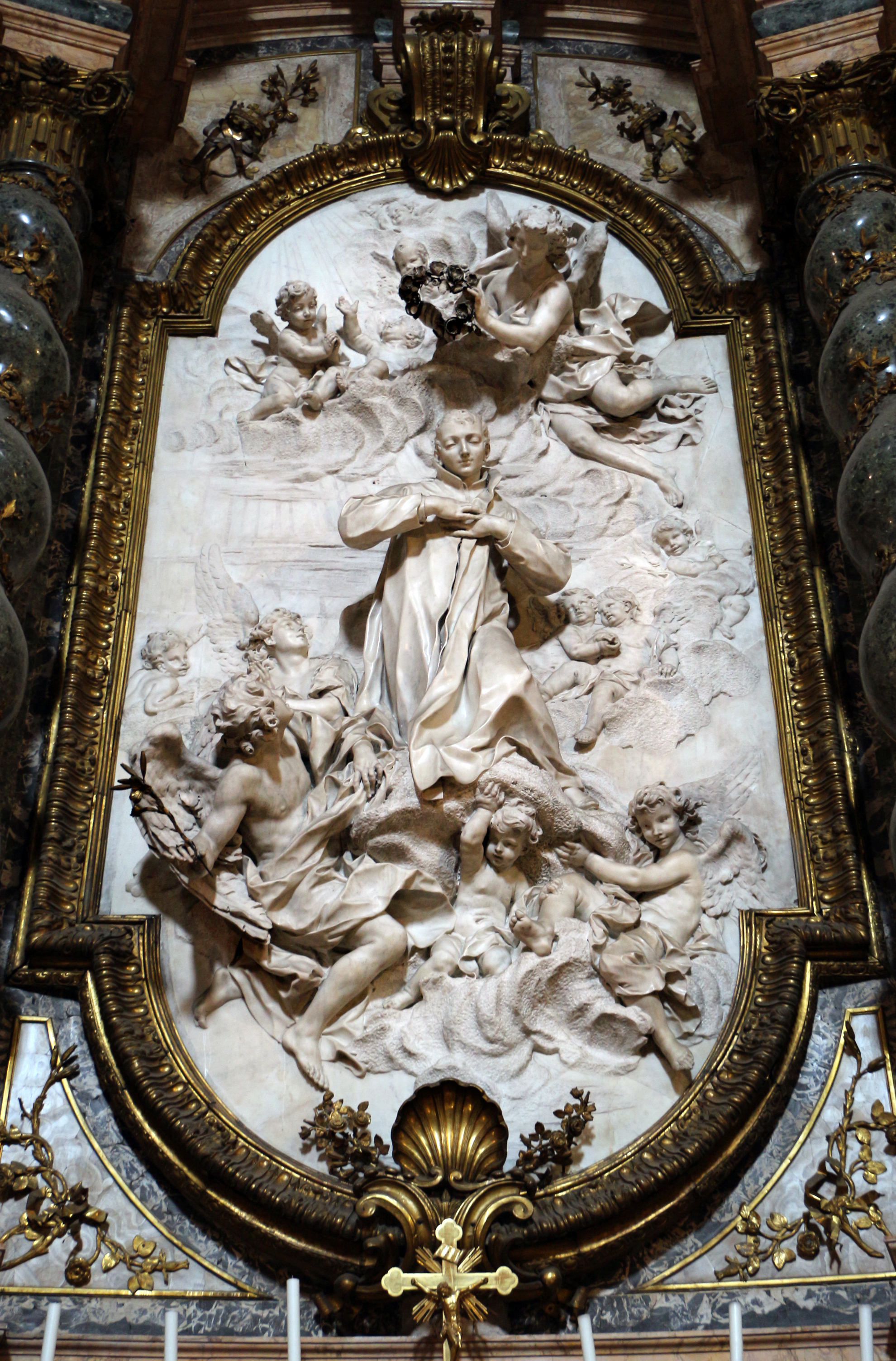
La Gloria de San Luis Gonzaga, por Legros, que preside el altar.

El retablo se encuentra presidido por un altorrelieve de mármol blanco representando la Gloria de San Luis Gonzaga, obra de Pierre Legros. El altorrelieve muestra al santo, siendo conducido al cielo en medio de ángeles y nubes, vestido con el hábito de novicio jesuita.

El contemporáneo y jesuita Antonio Baldigiani (1647–1711), considerando la posibilidad de que Pozzo realizase el diseño del altar de San Luis Gonzaga, y mostrando su poca conformidad con la capilla de San Ignacio, también de este autor, escribía:

"No dudo de que el hermano Pozzo puede hacer igualmente buenos y mejores [dibujos], y de hecho su diseño pintado en la Iglesia de San Ignacio para la capilla de Luis Gonzaga es mucho mejor y será mejor considerado por los expertos, cosa que el propio hermano Pozzo no negó cuando se lo comuniqué". (en italiano en el original)

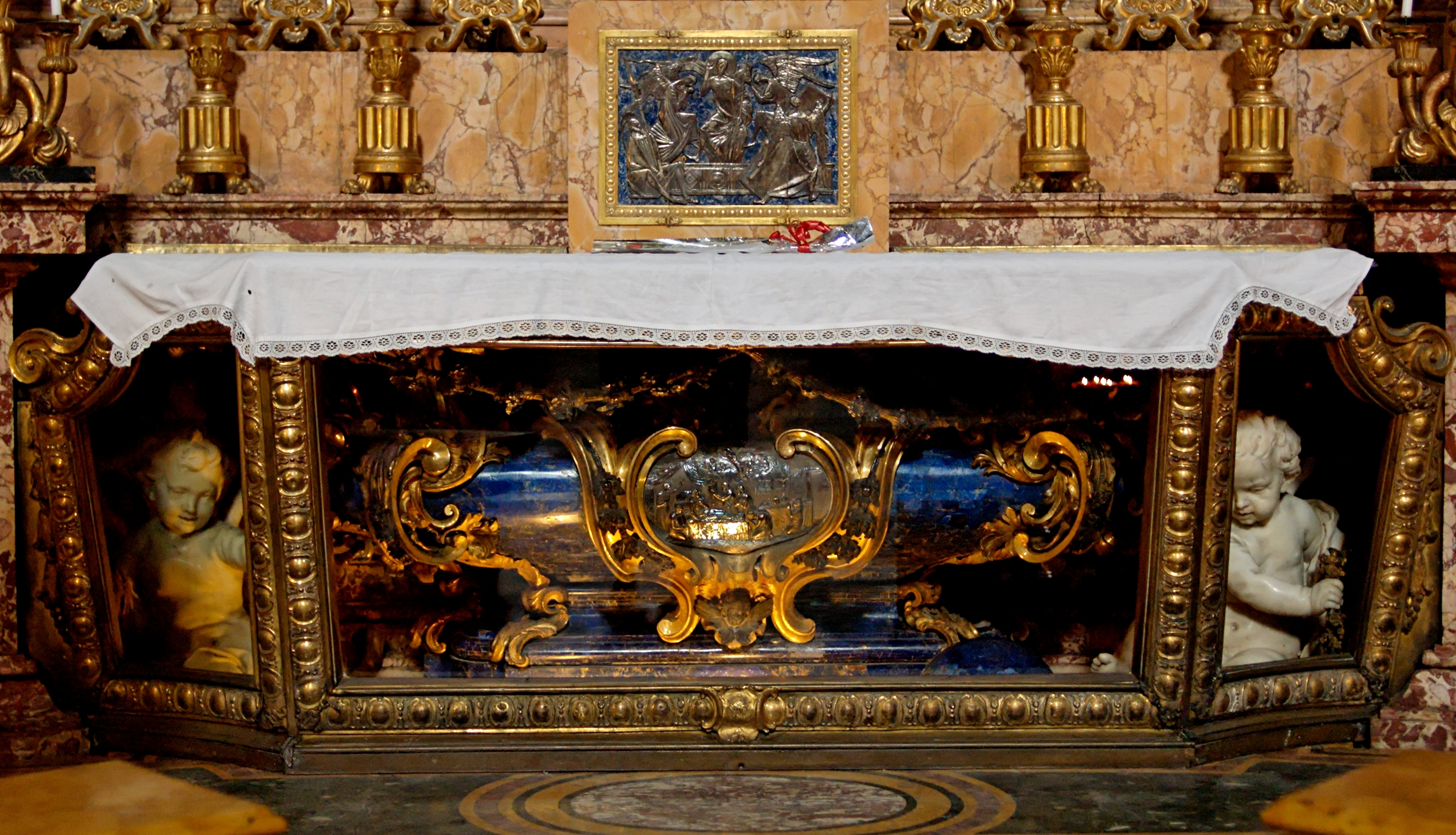
Tumba de San Luis Gonzaga al pie del altar, exactamente debajo del ara.

Por su parte, para el contemporáneo historiador del arte Andrew Horn, el altar es:
among the most successful of Pozzo’s realized works, and one of the best extant examples of an altar as a religious scenography. 

(en español, una de las obras más logradas de Pozzo, y uno de los mejores ejemplos que se conservan de un altar como escenografía religiosa)